# Marcin Osiński
Marcin Osiński (ur. 27 listopada 1983 w Gdańsku) – polski kolarz, zawodnik grupy Mróz-Action-Uniqa. Zwycięzca klasyfikacji najaktywniejszych na Tour de Pologne 2006.

## Sukcesy

### 2006
- 1. miejsce klasyfikacja aktywnych Tour de Pologne 2006 (kat. Pro Tour)

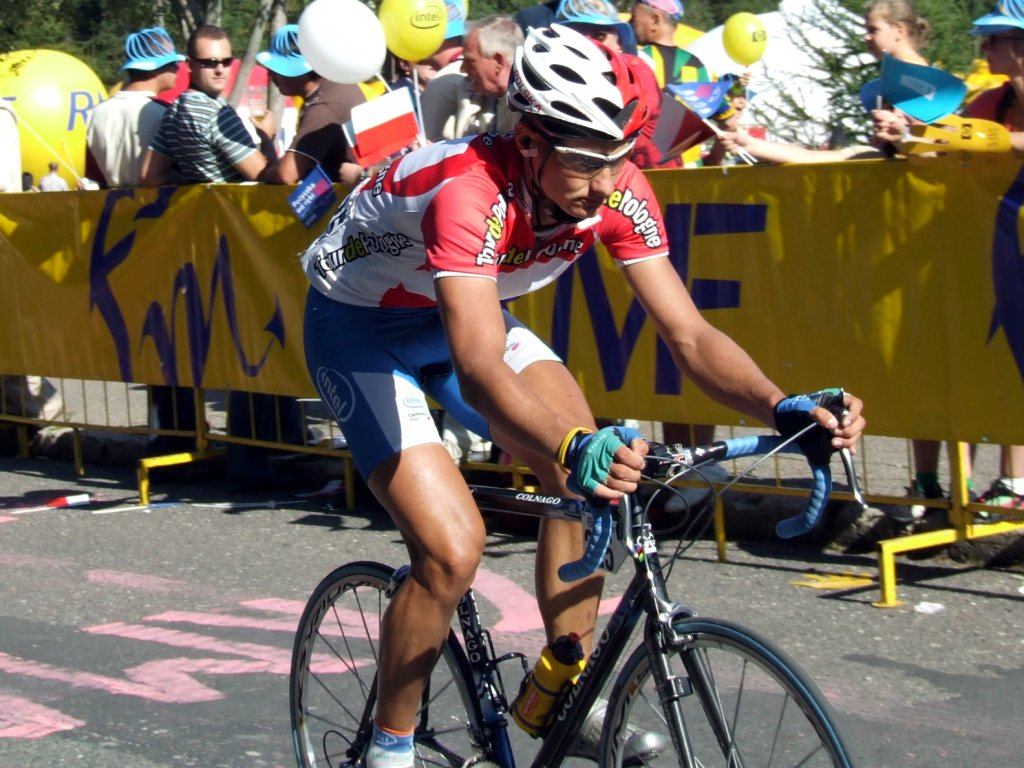
Marcin Osiński podjeżdża pod Orlinek podczas Tour de Pologne 2006